# Å (Andøy)
Pour les articles homonymes, voir Å.
Å est une localité sur la côte est de l'île d'Andøya dans le comté de Nordland, en Norvège.

## Géographie
Administrativement, Å fait partie de la kommune d'Andøy.
Le village est proche de la Réserve naturelle d'Åholmen.